# Kazimierz Lemnicki
Kazimierz Olejko-Lemnicki herbu własnego (ur. 26 lutego 1730 w Giełgudyszkach, zm. 20 marca 1830 w Krzewicy, powiat Biała Podlaska) – poseł województwa lubelskiego na Sejm Czteroletni w 1790 roku, kapitan artylerii litewskiej, członek Zgromadzenia Przyjaciół Konstytucji Rządowej, wójt ryczywolski od 1774 roku, starosta janowski.
Był elektorem Stanisława Augusta Poniatowskiego.
Legitymował się ze szlachectwa w Galicji Zachodniej w 1803 roku.